# USS Bunker Hill (CV-17)
El USS Bunker Hill (CV/CVA/CVS-17, AVT-9) fue uno de los portaviones de la clase Essex de la Armada de los Estados Unidos, construido durante la Segunda Guerra Mundial. El nombre del buque es debido a la Batalla de Bunker Hill durante la guerra de Independencia de los Estados Unidos. Comisionado en mayo de 1943 en el Teatro de Operaciones en el Pacífico, participó en batallas en el Suroeste del Pacífico, en el Pacífico Central y en las tomas de Iwo Jima y Okinawa y en los raids hacia Japón. Era apodado como «Expreso de Navidad» debido a sus constantes ataques lanzados alrededor de esa fecha del año.
Mientras cubría la invasión de Okinawa, fue golpeado por dos Kamikazes casi al instante el 11 de mayo de 1945, iniciando el fuego. Las pérdidas humanas excedieron a 600 incluyendo 352 muertos confirmados y 41 hombros perdidos, con 264 marinos heridos. Este fue el segundo ataque con mayor pérdidas humanas sufridas por este tipo de ataque que sobrevivieron a la guerra, después del Franklin. Después del ataque el buque regresó a loa Estados Unidos para entrar a los diques de reparación cuando las hostilidades finalizaron. 
Después de la guerra, Bunker Hill se empleó como transporte de tropas para traer a los miembros del servicio estadounidense del Pacífico y fue dado de baja en 1947. Mientras estaba en reserva, el buque fue reclasificado como portaaviones de ataque (CVA), luego portaaviones antisubmarinos (CVS) y finalmente un buque escuela de aterrizaje de aeronaves auxiliares (AVT), pero nunca se modernizó y nunca volvió a estar en servicio activo. Bunker Hill y Franklin fueron los únicos barcos de clase Essex que nunca volvieron a ponerse en servicio después de la Segunda Guerra Mundial.
Bunker Hill, fue eliminado del Registro de Buques Navales en 1966, sirvió como plataforma de pruebas electrónicas durante muchos años en la Bahía de San Diego. Un intento de salvarlo como barco museo en 1972 fracasó y fue vendido como chatarra en 1973.

## Construcción y viaje de prueba
Bunker Hill se instaló el 15 de septiembre de 1941, con el número de casco 1509, en el astillero Fore River de Bethlehem Steel Company, Quincy, Massachusetts, y se botó el 7 de diciembre de 1942, un año después del ataque japonés a Pearl Harbor, patrocinado por la Sra. Donald Boynton. El portaaviones entró en servicio el 25 de mayo de 1943, bajo el mando del capitán J. J. Ballentine. El portaaviones abordó su grupo aéreo en Norfolk, Virginia, a finales de junio y el 15 de julio navegó hacia el sur, hacia Trinidad, en su crucero de prueba. Tres semanas después, el barco regresó a Norfolk y el 4 de septiembre navegó hacia el sur, hacia el Canal de Panamá, camino a San Diego, Pearl Harbor y el Teatro de Operaciones del Pacífico.

## Segunda Guerra Mundial

### 1943-44
Se reportó en aguas del océano Pacífico en 1943 y participó en distintas operaciones:
- Operación en Rabaul del 11 de noviembre de 1943.
- Operación de las islas Gilbert.
- Apoyo en el archipiélago Bismarck.
- Operación de las islas Marshall del 29 de enero al 8 de febrero de 1944.
- Operación en Truk del 17 de febrero y 18 de febrero de 1944.
- Operación en las islas Marianas del 12 de junio al 10 de agosto de 1944, incluyendo la batalla del Mar de las Filipinas.

El 19 de junio de 1944, durante las fases de apertura de la batalla de las islas Marianas, el Bunker Hill fue dañado por un disparo del enemigo, que esparció fragmentos de metralla por todo el barco. Dos hombres resultaron muertos y más de 80 heridos. El Bunker Hill siguió luchando; con sus aviones derribó algunos de los 476 aviones japoneses que se destruyeron durante la batalla, y colaboró en el hundimiento de un portaaviones japonés. Durante el mes de septiembre participó en los ataques de la operación de las islas Carolinas y también contra Okinawa, Luzón y Formosa hasta el mes de noviembre.
El 6 de noviembre el Bunker Hill se retiró del área para recibir reparaciones menores, después de lo cual volvió al campo de batalla.

### 1945

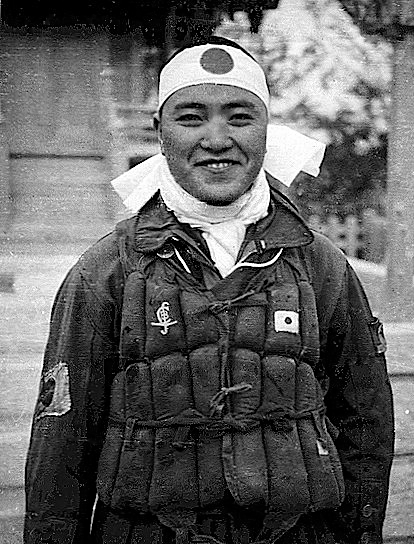
Piloto kamikaze Kiyoshi Ogawa, comandante del segundo avión que golpeó el Bunker Hill el 11 de mayo de 1945.

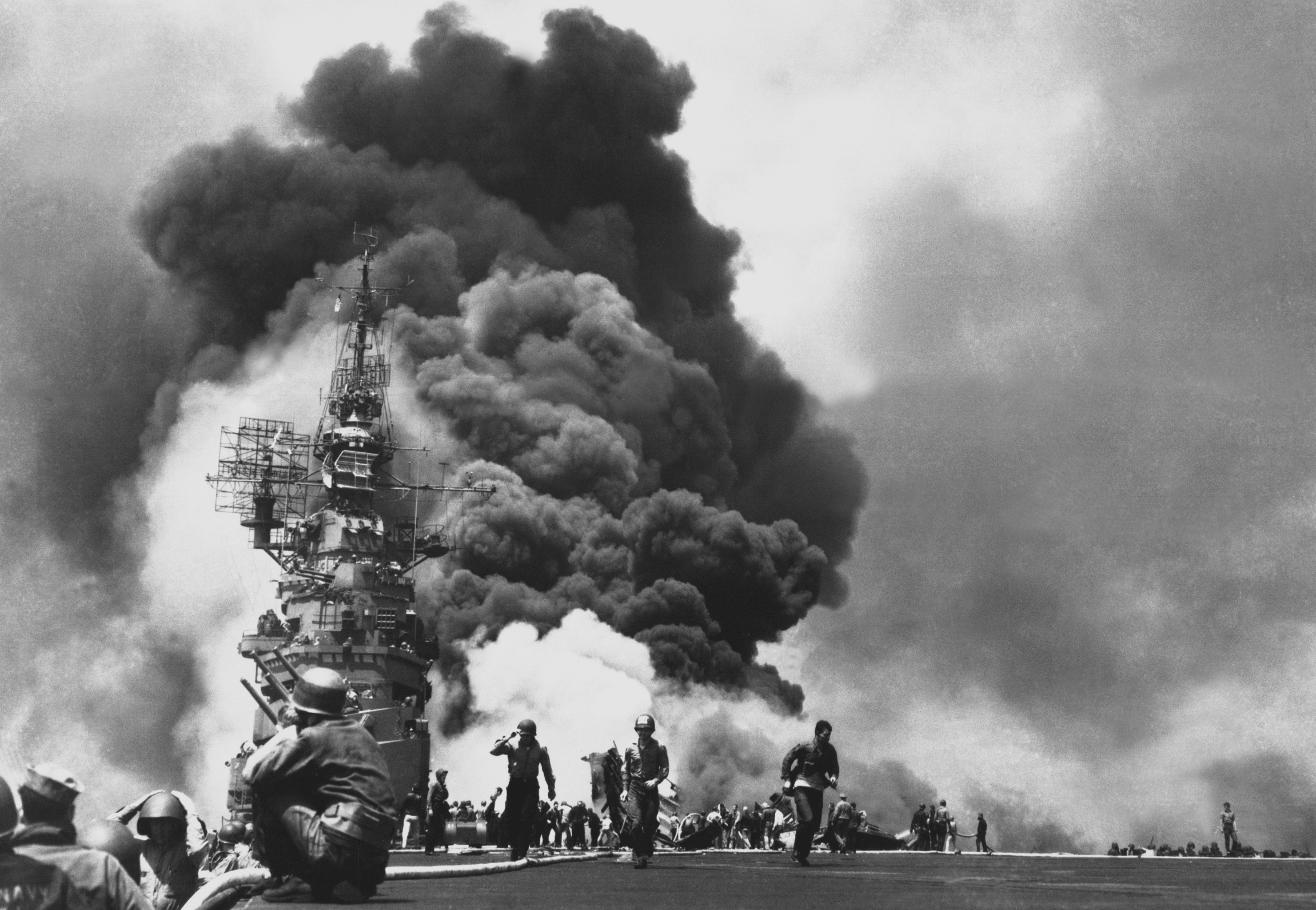
Después de recibir dos ataques kamikaze con una diferencia de 30 segundos.

Durante los últimos meses de la Segunda Guerra Mundial, el Bunker Hill participó en las operaciones en Iwo Jima y los ataques aéreos contra Honshū y Nansei-Shotō entre el 15 de febrero y el 4 de marzo de 1945. El 7 de abril de 1945, aviones del Bunker Hill participaron en un ataque rápido contra una fuerza naval japonesa en el mar de China Oriental. El acorazado Yamato, el crucero ligero Yahagi y cuatro buques destructores fueron hundidos durante la Operación Ten-Go.
En la mañana del 11 de mayo, mientras apoyaba la invasión a Okinawa, el Bunker Hill fue impactado y severamente dañado por el ataque de dos pilotos kamikaze. Un Zero bajó en picado contra la pista de aterrizaje, lanzando una bomba de 250 kilogramos, la cual explotó en el océano. El Zero, entonces, impactó contra la pista, destruyendo varios aviones que tenían los depósitos llenos de gasolina, causando un gran incendio. Los restos del Zero rodaron por la cubierta y cayeron también al océano. Posteriormente, con menos de 30 segundos de diferencia, un segundo Zero pilotado por el alférez Kiyoshi Ogawa entró en una zambullida suicida, pasó por el fuego antiaéreo y lanzó su bomba de 250 kg. La bomba atravesó la pista de vuelo del Bunker Hill y explotó. El Zero de Ogawa impactó en la cabina de vuelo, cerca de la torre de control (los kamikazes fueron instruidos para impactar en la superestructura de la isla del barco). Se incendió la gasolina, que muy pronto causó varias explosiones más. Hubo 346 muertos, 43 desaparecidos y 264 heridos. Este fue el ataque kamikaze con más muertos de toda la Segunda Guerra Mundial. Aún gravemente dañado, el portaaviones fue llevado a Bremerton vía Pearl Harbor.
El barco fue desguazado en mayo de 1973.

### Buques de la clase
• USS Essex (CV-9)
• USS Yorktown (CV-10)
• USS Intrepid (CV-11)
• USS Hornet (CV-12)
• USS Franklin (CV-13)
• USS Ticonderoga (CV-14)
• USS Randolph (CV-15)
• USS Lexington (CV-16)
• USS Wasp (CV-18)
• USS Hancock (CV-19)
• USS Bennington (CV-20)
• USS Boxer (CV-21)
• USS Bon Homme Richard (CV-31)
• USS Leyte (CV-32)
• USS Kearsarge (CV-33)
• USS Oriskany (CV-34)
• USS Antietam (CV-36)
• USS Princeton (CV-37)
• USS Shangri-La (CV-38)
• USS Lake Champlain (CV-39)
• USS Tarawa (CV-40)
• USS Valley Forge (CV-45)
• USS Philippine Sea (CV-47)

### Listas relacionadas
• Portaaviones de Estados Unidos
• Portaaviones por país